# Semperoper Ballett
Das Semperoper-Ballett bildet die Sparte Ballett in der Semperoper zu Dresden.

## Geschichte
Am kurfürstlichen Hof in Dresden gab es bereits im 17. Jahrhundert erste Ballettaufführungen im Rahmen von Hochzeiten, Geburtstagen, Taufen und anderen Festen. So wurde beispielsweise am 20. November 1638 August Buchners Ballettoper Orpheo und Eurydice unter der Leitung von Hofkapellmeister Heinrich Schütz im Dresdner Schloss uraufgeführt.
Nach der Eröffnung des von Wolf Caspar von Klengel erbauten Opern- und Komödienhauses auf dem Taschenberg 1667 fanden dort regelmäßig Ballettaufführungen statt, aber erst 1825 setzte Carl Maria von Weber die Festanstellung eines Ballettensembles am Dresdner Hoftheater durch. Durch die Aufführung von Werken von u. a. Léo Delibes und Josef Bayer gelang es Ende des 19. Jahrhunderts, die selbständige Stellung des Balletts zu festigen. In den 1920er Jahren erlebte das Ballett unter der Leitung der Ballettmeisterin Ellen Cleve-Petz eine erste Blütezeit.
Nach der Zerstörung des Gebäudes im Februar 1945 musste das Ensemble vorübergehend auf andere Spielstätten ausweichen. Die Puppenfee von Josef Bayer war am 7. Dezember 1946 die erste Ballettpremiere, die in Dresden nach dem Zweiten Weltkrieg stattfand. In den 1950er und 60er Jahren war es vor allem Tom Schilling, der das Dresdner Ballett förderte.
1985 erfolgte die Rückkehr in die wiederaufgebaute Semperoper mit der Uraufführung Harald Wandtkes Brennender Friede zur Musik von Udo Zimmermann. Wandtke leitete das Ballett in der Zeit von 1978 bis 1993. Choreografien von Oleg Winogradow, Konstantin Russu, Hilda Riveros, Emöke Pöstenyi und Birgit Cullberg zählten in dieser Zeit zum Repertoire. 1993 übernahm Vladimir Derevianko die Leitung des Ballett Dresden und erweiterte das Repertoire um Werke von Mauro Bigonzetti, Mats Ek, Jiří Kylián, John Neumeier, Uwe Scholz und Stephan Thoss.
Am 1. August 2006 trat der Kanadier Aaron S. Watkin die Nachfolge Dereviankos als Ballettdirektor an.
Das Semperoper Ballett wurde 2018 mit dem Europäischen Kulturpreis Taurus ausgezeichnet.

## Ensemble
Die ersten Solisten in der Saison 2017/2018 sind Svetlana Gileva, Sangeun Lee, Anna Merkulova, Courtney Richardson, Jón Vallejo, Denis Veginy, sowie Dmitry Semionov, seit 2007 als ständiger Gast. Des Weiteren gehören zum Ensemble 4 Erste Charaktersolisten, 4 Solisten sowie 10 Halbsolisten. Die Company ist international mit rund 60 Tänzern aus 24 Nationen. Seit 2006 unterhält sie gemeinsam mit der Palucca-Schule ein Elevenprogramm, wodurch sechs Studenten der Hochschule die Aufführungen personell unterstützen und so Bühnenerfahrungen sammeln können.

## Repertoire
Das Semperoper Ballett verfügt neben dem klassischen Ballettrepertoire (u. a. Schwanensee, Giselle, La Bayadère, Dornröschen) auch über ein Repertoire von selten oder nur hier gespielten Stücken. Das Semperoper Ballett präsentiert jede Spielzeit über 90 Vorstellungen auf den Bühnen der Semperoper und international auf Tournee.

Seit 2011 bespielt das Semperoper Ballett auch die neue Bühne der Semperoper „Semper Zwei“.

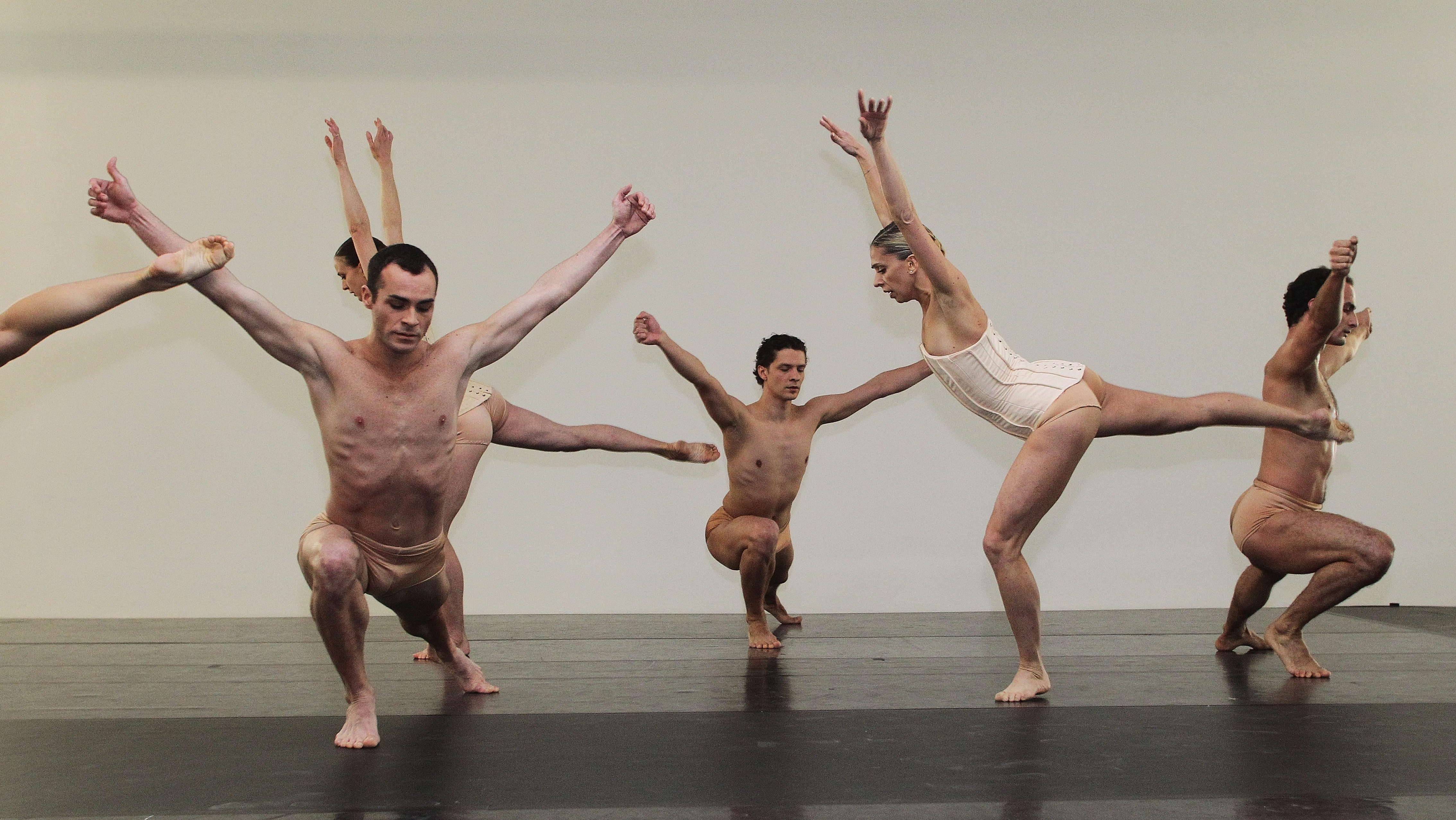
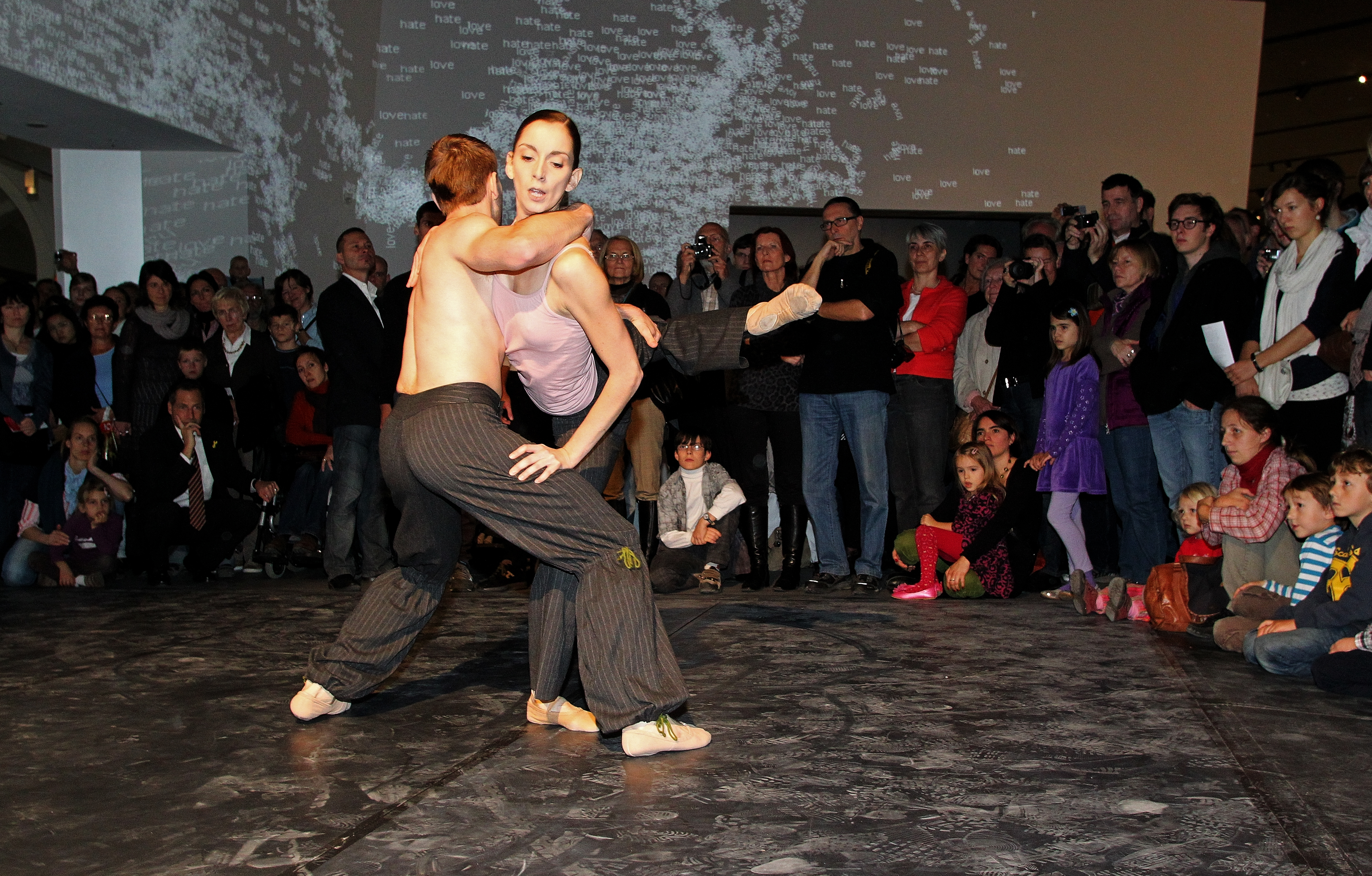
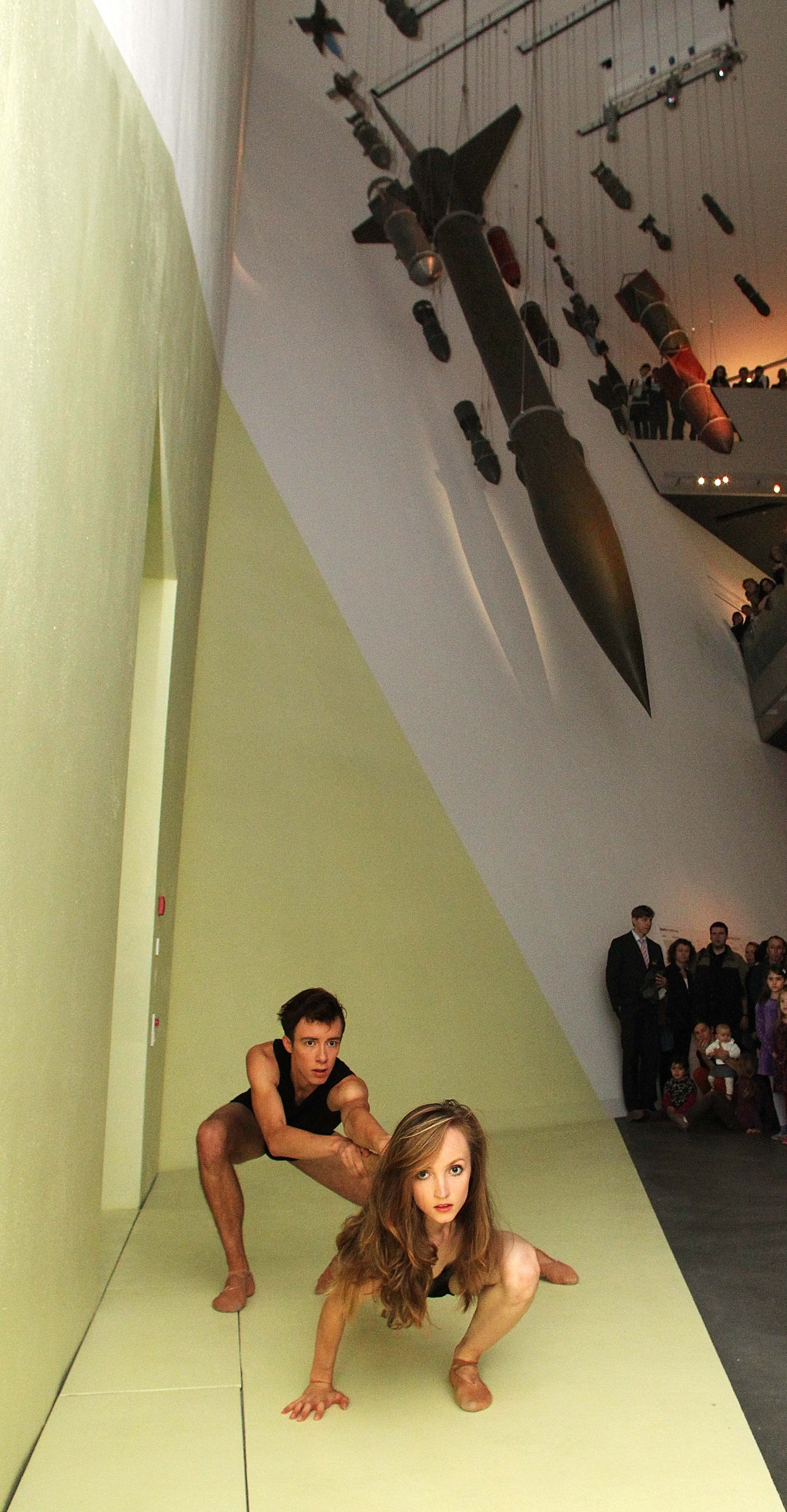

## Gastspiele
Gastspiele führten die Company in den Jahren nach ihrer Neuformation unter Ballettdirektor Aaron S. Watkin nach New York, Barcelona, Abu Dhabi, St. Petersburg, Antwerpen, Paris, St. Pölten, Göteborg und Südafrika.
In der Spielzeit 2017/18 tourt das Semperoper Ballett ans The Joyce Theater in New York City mit Stijn Celis’ „Vertigo Maze“, David Dawsons „On the Nature of Daylight“ und einer Uraufführung von Joseph Hernandez: „Ganz leise kommt die Nacht“. Zudem führt eine Tournee an das National Arts Centre in Ottawa, Kanada mit Aaron S. Watkins „Schwanensee“. Auch ans Dance Salad Festival in Houston, Texas führte die Reise – bereits zum 5. Mal. Im Juni 2018 präsentiert sich die Company mit „All Forsythe“ am Sadler’s Wells Theatre in London.